# Каритас (колодец)
Колодец Каритас (датский: Caritasbrønden), также известный как Фонтан Каритас (датский: Caritasspringvandet), является старейшим фонтаном в Копенгагене, Дания. Сооружён в 1608 году при Кристиане IV и расположен на Гаммельторве, в настоящее время является частью пешеходной зоны Строгет. Он известен «золотыми яблоками», «прыгающими» на струях в день рождения королевы.

## Конструкция

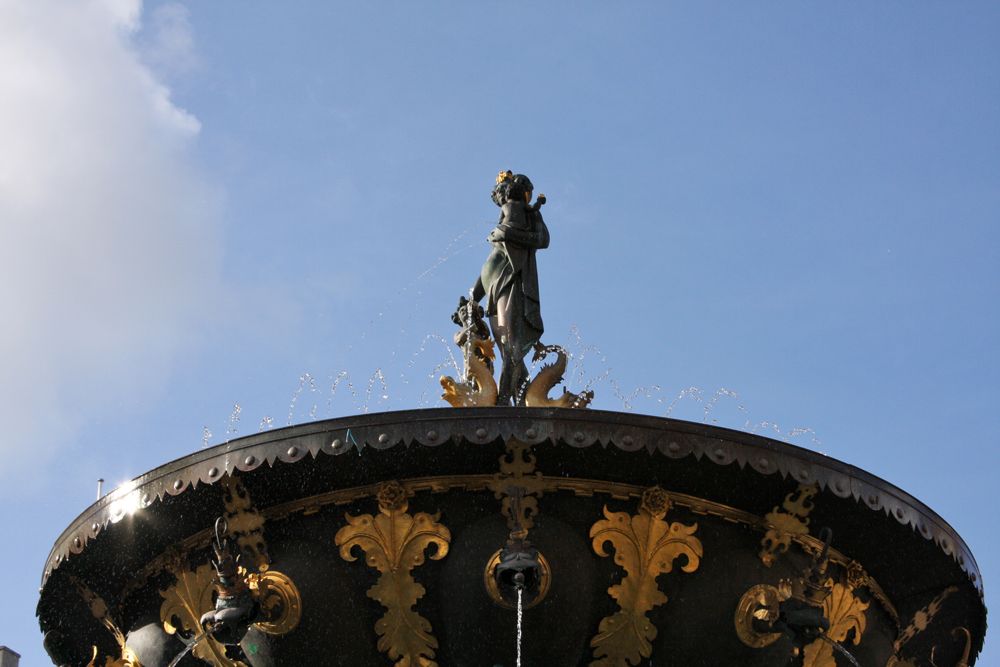
Фигура Каритас

Фигурная группа первоначально вырезана из дерева немецким резчиком по дереву Статиусом Отто в Эльсиноре для последующего литья из бронзы. Композиция, символизирующая величайшую из трёх христианских добродетелей — жертвенную любовь или милосердие (каритас по-латыни), изображает беременную мать со своими детьми. Фигуры установлены в медной чаше, поднятой на каменную колонну, размещённую в нижней чаше. Женская фигура разбрызгивает грудное молоко, в то время как маленький мальчик "мочится" в чашу. С 1857 по 1940 год эти отверстия были заделаны в соответствии с нормами морали того времени.
По традиции, зародившейся ещё в 18 веке, в день рождения монарха (16 апреля для королевы Маргреты II) медные шары, покрытые 24-каратным золотом, символизирующие золотые яблоки, помещаются в фонтан и балансируют на струях. 

## История

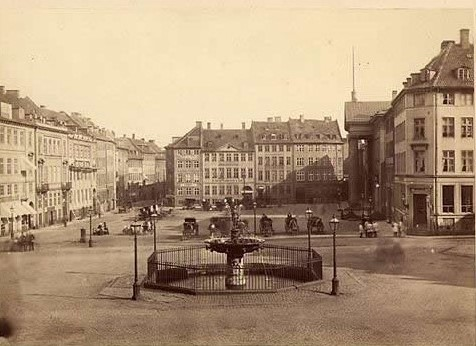
Фонтан Каритас в 1860 году

Колодец Каритас является результатом перемещения и реконструкции более старого фонтана, возведенного при Фредерике II. Он связан со строительством шестикилометровой водопроводной трубы от озера Эмдруп к северу от города до Гаммел-Торв. При перепаде высот в 9 метров давление воды было достаточным для работы фонтана. Помимо декоративного характера, колодец также стал частью городской системы водоснабжения.